# Chola
Choladynastin (tamil: சோழர் குலம்; ['ʧuʒə]) var en tamilsk dynasti som i första hand härskade i södra Indien till 1200-talet e.Kr. Dynastin hade sitt ursprung i den bördiga floddalen vid Kaveri. Karikala Chola var den mest kände bland de tidiga cholakungarna, medan Rajaraja Chola I, Rajendra Chola och Kulothunga Chola I var de mest kända kejsarna bland de medeltida Chola. 
Cholaynastin var på höjden av sin makt under 900- och 1000-talen. Under Rajaraja Chola I (Rajaraja den store) och hans son Rajendra Chola, höjde sig dynastin som en militär, ekonomisk och kulturell stormakt i Asien. Cholaterritorierna sträckte sig från Maldiverna i söder, och så långt norrut som till floden Ganges stränder i Bengalen. Rajaraja Chola I erövrade den södra delen av den Indiska halvön, annekterade delar av Sri Lanka och ockuperade öarna i Maldiverna. Rajendra Chola utförde också räder mot kungariken i malajiska övärlden. Choladynastins makt försvagades omkring 1300-talet då rikena Pandyas och Hoysala växte i inflytande.
Choladynastin har lämnat efter sig ett arv som kvarstår i området än i modern tid. Dess gynnande av tamilsk litteratur och dess iver i att bygga tempel har frambringat några storverk i tamilsk arkitektur och poesi. Cholakungarna var ivriga byggare och föreställde sig templen i sina kungariken inte bara som platser för dyrkan utan även som centrum för ekonomisk aktivitet, som gynnade hela samhället. De inledde en centraliserad styrelseform och etablerade en disciplinerad byråkrati. 

## Ursprung

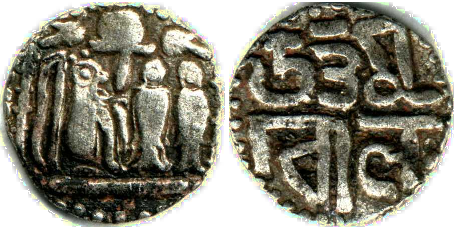
Ett tidigt silvermynt som föreställer Uttama Chola, upphittat i Sri Lanka, visar cholas tigeremblem.

Det finns inga otvetydiga uppgifter om ursprunget till ordet Chola. Omnämnanden i tidig sangamlitteratur (cirka 150 e.Kr.) antyder att de tidigaste kungarna i dynastin levde före 100 e.Kr. Parimelalagar, som skrev en kommentar till den tamilska klassikern Tirukkural, nämner att det kunde vara ett namn på en gammal klan. Den vanligaste uppfattningen är att detta, liksom Cheras och Pandyas, är namnet på den härskande familjen eller klanen av urgammal ålder.  Det har gjorts försök att förbinda ordet med sanskrits kala (svart) och med kola, som under en tidig period betecknade den mörkhyade för-ariska befolkningen i södra Indien i allmänhet. 
Mycket få autentiska skriftliga källor om cholas historia finns tillgängliga. Historiker har under de senaste 150 åren utvunnit mycket kunskap om ämnet från ett antal källor såsom forntida tamilsk sangamlitteratur, muntliga traditioner, religiösa texter samt inskrifter i tempel och på kopparplattor. Den huvudsakliga källan för tillgänglig information om de tidiga cholas är den äldre tamilska litteraturen från Sangamperioden.  Korta omnämnanden av cholalandet och dess städer, hamnar och handel ges också i  Periplus Maris Erythraei, ett verk av en anonym köpman från Alexandria som skrevs under Domitianus tid (81 – 96 e.Kr.) Ett halvsekel senare ger geografen Ptolemaios en närmare beskrivning av cholalandet, dess hamn och dess inlandsstäder. Mahavamsa, en buddhistisk text, berättar om ett antal konflikter mellan befolkningen på Sri Lanka och de tamilska invandrarna. Chola är omnämnda i inskrifter på Ashokas pelare (utförda 273 - 232 f.Kr.), där de nämns bland de kungariken som, fastän de inte var underkastade Ashoka, var vänligt sinnade mot honom.

## Historia
Cholas historia sönderfaller naturligt i fyra perioder: de tidiga chola i sangamlitteraturen, interregnumet mellan sangamcholas fall och de medeltida cholas uppgång under Vijayalaya (cirka 848 e.Kr.), Vijayalayas dynasti, och slutligen Kulothunga Chola I:s Chalukya Choladynasti från tredje fjärdedelen av 1000-talet. 

### Tidiga Chola
De tidigaste cholakungarna som det finns konkreta bevis för omnämns i sangamlitteraturen. Forskarna är numera i allmänhet eniga om att denna litteratur härrör från de första århundradena e.Kr. Den interna kronologin för denna litteratur är fortfarande långt ifrån avgjord, och för närvarande kan ingen sammanhängande redovisning av periodens historia hämtas. Sangamlitteraturen är full av namn på kungar och furstar och på de poeter som lovprisade dem. Trots en rik litteratur som avbildar dessa människors liv och arbete kan dessa inte bearbetas till sammanhängande historia.
Sangamlitteraturen är också full av legender om de mytiska cholakungarna. Choladynastin ansågs ha härstammat från solen. Dessa myter berättar om cholakungen Kantaman, som ska ha varit samtida med den vise mannen Agastya, vars hängivenhet fick floden Kaveri att uppstå. Två namn utmärker sig från de cholakungar som är kända i sangamlitteraturen: Karikala Chola och Kocengannan. Det finns inga säkra metoder att avgöra successionsordningen eller att bestämma deras förhållanden till varandra eller till många andra småfurstar under samma period.  Urayur (nära Thiruchirapalli) var deras äldsta huvudstad.

### Interregnum
Inte mycket är känt om den övergångsperiod på omkring tre århundraden från slutet av sangamåldern (cirka 300 f.Kr.) till den då Pandyas och Pallavas dominerar det tamilska området. En obskyr dynasti, Kalabhras, invaderade det tamilska området, ersatte de befintliga kungarikena och härskade i omkring 300 år. De efterträddes på 500-talet e.Kr av Pallavas och Pandyas. Lite är känt om Cholas öde under de följande tre seklen tills Vijalayalaya tillträdde under 800-talet.
Inskrifter och litteratur ger bara några glimtar av den gamla kungaättens omvandlingar under en lång tid. Säkerställt är att när Cholas makt var som lägst och Pandyas och Pallavas makt steg norr och söder om dem, var denna dynasti tvungen att söka beskydd av sina mer framgångsrika rivaler. Pallavas och Pandyas tycks ha lämnat Chola i fred för det mesta men möjligen av aktning för deras rykte, gifte de sig med Cholaprinsessor eller tog Cholaprinsar som var villiga att acceptera sin nya roll. Den kinesiska pilgrimen Xuanzang, som tillbringade flera månader i Kanchipuram under 639 – 640 e.Kr. skriver om 'kungariket Culi-ya'. Många inskrifter av Pallavas, Pandyas och Chalukya från denna period nämner erövring av 'Cholalandet'. Trots denna förlust av inflytande och makt är det osannolikt att Choladynastin förlorade total kontroll över territoriet omkring Urayur, deras gamla huvudstad. Vijayalaya kom från detta geografiska område när han blev omtalad. 
Omkring 600-talet e.Kr. blomstrade ett Cholakungariket i nuvarande Andhra Pradesh. Dessa Telugu-Cholas räknade sin härstamning från de tidiga Sangam-Chola. Ingenting bestämt är dock känt om deras förbindelse med de tidiga Cholas. Det är möjligt att en gren av de tamilska cholas flyttade norrut under Pallavas tid för att upprätta ett eget kungarike, bortom Pandyas och Pallavas dominerande inflytande.

### Medeltida Chola
Medan det finns lite tillförlitlig information om Choladynastin under perioden mellan de tidiga Chola- och Vijayalaya-dynastierna, finns det en stor mängd material från olika källor om Vijayalaya- och Chalukya Chola-dynastierna. Ett stort antal inskrifter i sten och på kopparplåtar av Chola själva samt av Pandyas och Chalukyas, har varit viktiga för att sammanställa Cholas historia under denna period. (Cholainskrifterna följde seden att lägga till ett förord till den huvudsakliga texten som i en tamilsk utsmyckad stil berättade om bedrifterna under kungens välde och om kungens och hans förfäders härkomst). 
Omkring 850 e.Kr. utnyttjade Vijayalaya en konflikt mellan Pandyas och Pallavas för att öka sitt inflytande. Det gynnsamma tillfället för Vijayalaya tillkom under slaget vid Sripurambayam mellan Pallavas allierade Ganga Pritvipati och Pandyan Varaguna. Han erövrade Thanjavur och upprättade småningom den kejserliga ätten för de medeltida Chola. Vijayalaya invaderade Thanjavur och besegrade Muttarayarkungen, vasaller till Pandyas. 

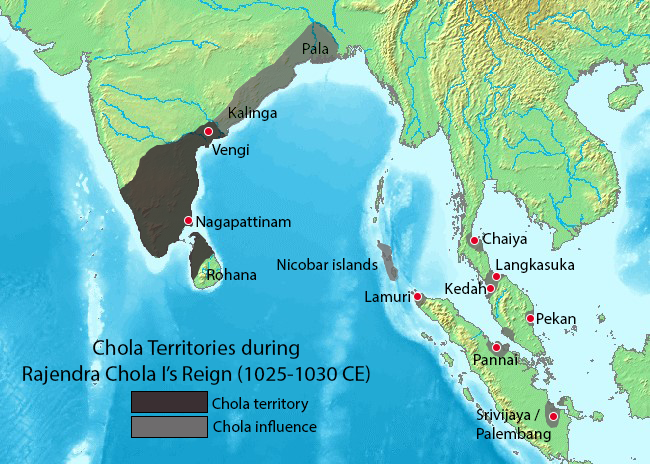
Cholaterritorier under Rajendra Chola I cirka 1030 e.Kr.

 Choladynastin var på höjdpunkten av sitt inflytande och makt under den medeltida perioden. Stora kungar såsom Rajaraja Chola I och Rajendra Chola I satt på tronen, och genom sitt ledarskap utvidgade de Cholariket bortom de tidigare gränserna för det tamilska kungariket. Vid dess höjdpunkt sträckte sig Cholariket från ön Sri Lanka i söder till Godavaribäckenet i norr. Kungarikena utmed Indiens östkust upp till floden Ganges erkände Cholas överhöghet. Cholaflottor invaderade och erövrade Srivijaya i den malajiska övärlden.
Under denna period hade Choladynastins bekymmer dels med singaleserna som ihärdigt försökte störta Cholas ockupation av Sri Lanka och dels med Pandyafurstar som försökte återta tidigare självständiga territorier samt även Chalukyas växande ambitioner i västra Deccan. Perioden kännetecknas av ständig krigföring mellan Cholas och dess motståndare. En maktbalans existerade mellan Chalukya och Chola, och det fanns en underförstådd överenskommelse om att Tungabhadrafloden utgjorde gränsen mellan de två imperierna. Grunden till konflikten mellan dessa låg i Choladynastins växande inflytande i Vengiriket.

### Chalukya-Chola
Äktenskapliga och politiska allianser mellan de östliga Chalukyakungarna som var baserade kring Vengi, som ligger på södra stranden av floden Godavari, inleddes under Rajaraja:s regering efter att denna invaderat Vengi. Rajaraja Cholas dotter gifte sig med prins Vimaladitya. Rajendra Cholas dotter gifte sig också med en östlig Chalukyaprins Rajaraja Narendra.
Virarajendra Cholas son Athirajendra Chola blev mördad i inbördes oroligheter år 1070 e.Kr. och Kulothunga Chola I tillträdde Cholatronen och inledde Chalukya Choladynastin. Kulothunga var son till Vengikungen Rajaraja Narendra.

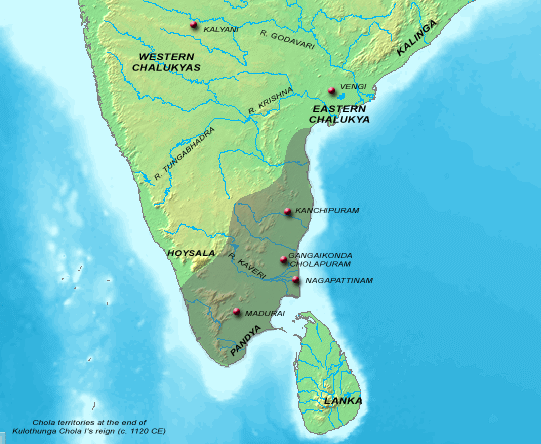
Cholaterritorier under Kulothunga Chola I cirka 1120 e.Kr.

Under Chalukya Chola-dynastin fanns de mycket skickliga härskarna Kulothunga Chola I och Vikrama Chola, men Cholamaktens nedgång började i praktiken under denna period. Cholas förlorade kontrollen över ön Sri Lanka och drevs bort av den återupplivade singalesiska makten. Omkring 1118 e.Kr. förlorade de kontrollen över Vengi till väst-Chalukya-kungen Vikramaditya VI och Gangavadi (sydliga Mysoredistriktet) till Chalukyavasallen Hoysala Vishnuvardhanas växande makt. I Pandyaterritorierna föranledde frånvaron av en kontrollerande central administration ett antal anspråk på Pandyatronen och orsakade ett inbördeskrig där singaleserna och Chola var inblandade genom ombud. Under Cholas sista sekel var en permanent Hoysalaarmé förlagd i Kanchipuram för att skydda dem från Pandyas växande inflytande. 
Chola upplevde under Rajendra Chola III fortgående besvärligheter. Vid slutet av 1100-talet efterträdde Hoysalas växande inflytande de försvagade chalukya som huvudsaklig aktör i norr. De lokala vasallerna började också bli tillräcklig självsäkra för att utmana den centrala Cholamakten. Chola utsattes för angrepp inifrån och utifrån. Pandyanerna i söder hade vuxit till en stormakt. Hoysala i väster hotade Cholarikets existens. Rajendra försökte överleva genom att omväxlande alliera sig med någondera av de två makterna. Vid slutet av Rajendras styre stod Pandyariket på höjden av välstånd och hade tagit över Cholarikets plats i utländska betraktares ögon. Det finns inga belägg för att Rajendra omedelbart efterföljdes av någon annan cholaprins. Cholariket uppslukades helt av Pandyariket.

## Styrelseskick och samhälle

### Cholalandet
Enligt tamilsk tradition utgjorde det gamla Cholalandet den region som inkluderar de nutida Tiruchirapalli och Thanjavurdistrikten i delstaten Tamil Nadu. I frånvaron av större berg eller dalar, dominerar floden Kaveri och dess bifloder det platta landskapet, som gradvis sluttar mot havet. Floden Kaveri, som också var känd som Ponni ("gyllene floden"), hade en särskild plats i Cholas kultur. De ständigt återkommande årliga översvämningarna i Kaveri markerade ett tillfälle att fira, Adiperukku, där alla från kungen ned till den lägste bonden deltog. 
Kaverippattinam vid kusten nära Kaveris delta var en större hamnstad. Ptolemaios kände till denna och den andra hamnstaden Nagappattinam som Cholas mest betydelsefulla centrum. Dessa två kosmopolitiska städer blev knutpunkter för handel och kommers och drog till sig många religiösa riktningar, däribland buddhismen. Romerska mynt från de tidiga århundradena e.Kr. har hittats nära Kaverideltat och är tecken på att romerska galärer hittade till dessa hamnar.
De övriga större städerna var Thanjavur, Urayur och Kudanthai. Efter att Rajendra Chola hade flyttat sin kungarike till Gangaikonda Cholapuram tappade Thanjavur prestige. De senare Cholakungarna i Chalukya-Choladynastin flyttade runt sitt land ofta och gjorde städer som Chidambaram, Madurai och Kanchipuram till sina regionala huvudstäder.

### Styrelseskickets natur
Under choladynastins period var hela södra Indien för första gången enat under en enda regering, och ett seriöst försök gjordes att lösa frågor om offentlig förvaltning. Choladynastins statsskick var monarki, liksom i Sangamåldern. Det fanns dock inte mycket gemensamt mellan det primitiva och något stambaserade hövdingaskapet under den äldre perioden och den nästan bysantinska kungamakten, Rajaraja Chola och hans efterträdare och den pompa och ståt som kringgärdade det kungliga hovet. 
Mellan 980 e.Kr. och cirka 1150 e.Kr. omfattade Cholariket hela den sydindiska halvön, och sträckte sig från öst till väst från kust till kust, och avgränsades mot norr av en oregelbunden linje längs floden Tungabhadra och Vengigränsen. Fastän Vengi hade en separat politisk tillvaro var det så nära sammankopplat med Cholariket att Cholamakten i själva verket sträckte sig upp till Godavariflodens stränder. 

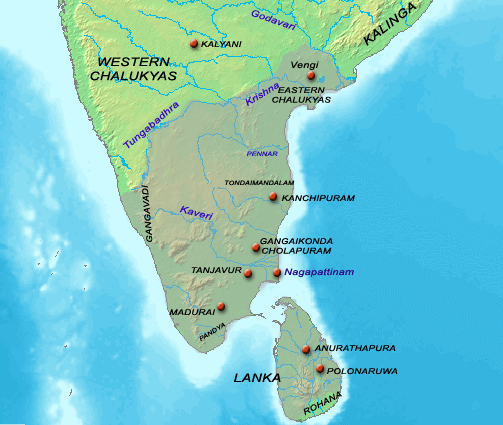
Cholarikets utsträckning cirka 1014 e.Kr.

Thanjavur och senare Gangaikonda Cholapuram var rikets huvudstäder, men både Kanchipuram och Madurai ansågs vara regionala huvudstäder, där kungen emellanåt höll hov. Kungen var överbefälhavare och diktator. Det fanns ingen lagstiftande församling eller kontroll av den verkställande makten.  Hans administrativa roll bestod av att ge muntliga befallningar till ansvariga tjänstemän när framställningar gjordes till honom. En mäktig byråkrati betjänade kungen i administrationsgöromål och verkställandet av hans order. På grund av att parlament eller lagstiftande system i modern mening saknades var rättvisan i kungens beslut beroende av personens godhet och hans tro på dharma ett kulturellt förmedlat begrepp om 'rättvis och riktig' praxis. Alla cholakungar byggde tempel och skänkte stora rikedomar till dem. Templen fungerade inte bara som platser för dyrkan utan som centrum för ekonomisk aktivitet, som gynnade hela orten. En del av det som byarna runtom i riket producerade gavs till tempel som återinvesterade delar av rikedomarna som ansamlats som lån till samhällena. Templet fungerade som ett centrum för resursfördelning och bidrog till rikets integritet. 

### Lokalt styre
Varje by var en självstyrande enhet. Ett antal byar utgjorde en större enhet som kallades Kurram, Nadu eller Kottram, beroende på området. Ett antal Kurram utgjorde en valanadu. Dessa strukturer genomgick ständig förändring och förbättring genom hela Cholaperioden. 
Rättssystemet var mestadels en lokal angelägenhet i Cholariket. Mindre dispyter avgjordes på bynivån. Straff för mindre allvarliga förbrytelser var i form av böter eller en uppmaning till förbrytaren att skänka till något välgörande ändamål. Till och med brott som dråp och mord bestraffades med böter. Brott mot staten, såsom högförräderi, avgjordes av kungen själv. Det typiska straffet i sådana mål var antingen avrättning eller konfiskation av egendom.

### Utrikeshandel
Chola var framstående i utrikeshandel och sjöfart, och utsträckte sitt inflytande till Kina och Sydostasien. Mot slutet av 800-talet e.Kr. hade länderna i södra Indien utvecklat omfattande sjöfarts- och handelsverksamhet. Chola som innehade både västkusten och östkusten på den indiska halvön stod i förgrunden i dessa verksamheter. Tangdynastin i Kina, Srivijayariket i den malajiska övärlden och the abbasidkalifatet i Bagdad var de huvudsakliga handelspartnerna. 
Kinesiska berättelser från Songdynastin berättar att en beskickning från Chulian (Chola) nådde det kinesiska hovet år 1077 e.Kr., och att den dåvarande kungen av Chulien hette Ti-hua-kia-lo. Det är möjligt att dessa stavelser syftar på "Deva Kulo[tunga]" (Kulothunga Chola I). Denna beskickning var ett handelsföretag och var mycket lönsamt för besökarna, som återvände med 81 800 trådar av kopparmynt i utbyte mot bland annat glasföremål och kryddor. 
En fragmentarisk tamilsk inskrift som hittats på Sumatra nämner namnet på ett handelsgille Nanadesa Tisaiyayirattu Ainnutruvar (bokstavligen "de fem hundra från de fyra länderna och de tusen riktningarna"), ett berömt handelsgille i Cholalandet.  Inskriften är daterad till 1088 e.Kr., vilket antyder att det fanns en aktiv handel över havet under Cholaperioden.

### Cholasamhället
Det finns inte mycket information om befolkningsstorlek och –täthet under Cholarikets tid. Den överväldigande stabiliteten i Cholas kärnregion tillät folket att leva ett mycket produktivt och bekvämt liv. Det finns bara ett belägg för inrikes oroligheter under hela Cholarikets period (under Virarajendra Cholas korta regeringstid, möjligen med vissa sekteristiska rötter). Dock finns berättelser om utbredd svält som orsakades av naturkatastrofer. 
Kvaliteten på regimens inskrifter antyder en närvaro av en hög nivå av läskunnighet och utbildning i samhället. Texten i dessa inskrifter skrevs av hovpoeter och ristades in av begåvade konsthantverkare. Utbildning i nutida betydelse ansågs inte viktig. Det finns indicier som tyder på att vissa byråd organiserade skolor som lärde ut grunderna i att läsa och skriva till barnen, men det finns inga bevis för ett systematiskt utbildningssystem för massorna. Yrkesutbildning skedde genom att fadern förde vidare sina kunskaper till sina söner. Tamil var utbildningsspråket för massorna, medan endast brahminerna hade tillgång till sanskritutbildning. Religiösa kloster (matha eller gatika) var centrum för inlärning som fick stöd av regeringen. Rajendra Chola I donerade kapital till en stor högskola där mer än 280 studenter utbildades av 14 lärare.  Studenterna studerade ett antal ämnen i dessa högskolor, däribland filosofi (anvikshiki), vedaböckerna (trayi – de tre vedaböckerna Rigveda, Yajurveda och Samaveda. Den fjärde, Atharvaveda, ansågs som en icke-religiös text), ekonomi (vartta), styrelseskick (dandaniti), grammatik, prosodi, etymologi, astronomi, logik (tarka), medicin (ayurveda), politik (arthasastra) och musik. 

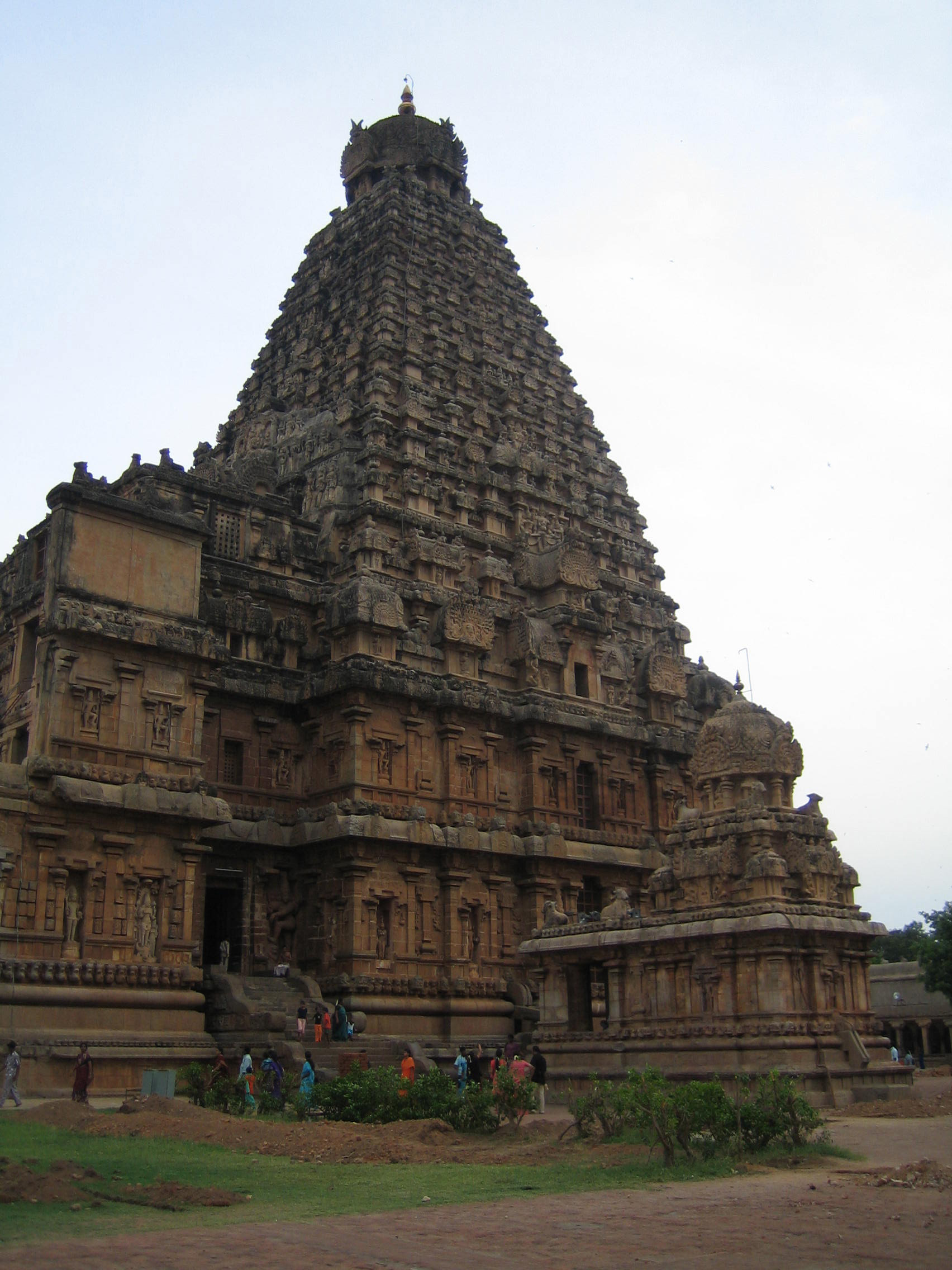
Detalj av det stora vimanam (tornet) i Thanjavurtemplet

### Dynasti Chola av Tanjore
(Enligt A History of India av John Keay)
Årtalen anger regeringstid.
- Vijayalaya (846-871)
- Aditiya I (871-907), erövrar Madurai
- Parantaka I (907-953), besegrad av Krishna III, Rashtrakuta
- Arinjaya (död 957)
- Gandaraditya (död 957)
- Parantaka II (957-973)
- Uttama (973-985)
- Rajaraja I (985-1014), återetablerar Cholas makt och invaderar Sri Lanka
- Rajendra I (1014-1044), expeditioner till Ganges och sydöstra Asien
- Ammangadevi, regerar Östra Chalukyan
- Rajadhiraja I (1044-1054) Erövrar Kalyani, huvudstad Chalukyan
- Rajendra II (1054-1063), expedition till sydöstra Asien
- Virajendra (1063-1069)
- Rajendra III (Kulottunga I) (1070-1122), Cholas utkörda från Sri Lanka, mission till Kina 1077
- Vikrama Chola (död 1135)
- Kulottunga II (död 1150)
- Rajaraja II (död 1173)
- Rajadhiraja II (död 1178)
- Kulottunga III (1178-1216), slagen av Pandyas. Dynastin upphör.

## Kulturella bidrag
Under Choladynastin nådde det tamilska området nya höjder inom konst, religion och litteratur. I alla dessa sfärer markerade Cholaperioden kulmen på rörelser som hade påbörjats under en tidigare period under Pallavas. Monumental arkitektur i form av majestätiska tempel och skulptur i sten och brons nådde en finess som aldrig tidigare åstadkommits i Indien.
Chola var framstående i sjöfart både på det militära området och inom handel. Deras erövring av Kadaram (Kedah) och Srivijaya, och deras fortsatta handelskontakter med Kina gjorde det möjligt för dem att influera de lokala kulturerna. Många av de överlevande exemplen på hinduiskt kulturellt inflytande som i dag återfinns i Sydostasien går i mycket tillbaka på arvet från Choladynastin. Exempelvis uppvisar det stora tempelkomplexet vid Prambanan i Indonesien ett antal likheter med sydindisk arkitektur. 

### Konst
Choladynastin fortsatte Pallavadynastins tradition av tempelbyggande och bidrog i hög grad till dravidisk tempelutformning. De byggde många tempel runtom i sitt rike. Aditya I byggde ett antal Shivatempel längs stränderna av floden Kaveri. Dessa tempel var inte i stor skala förrän vid slutet av 900-talet.

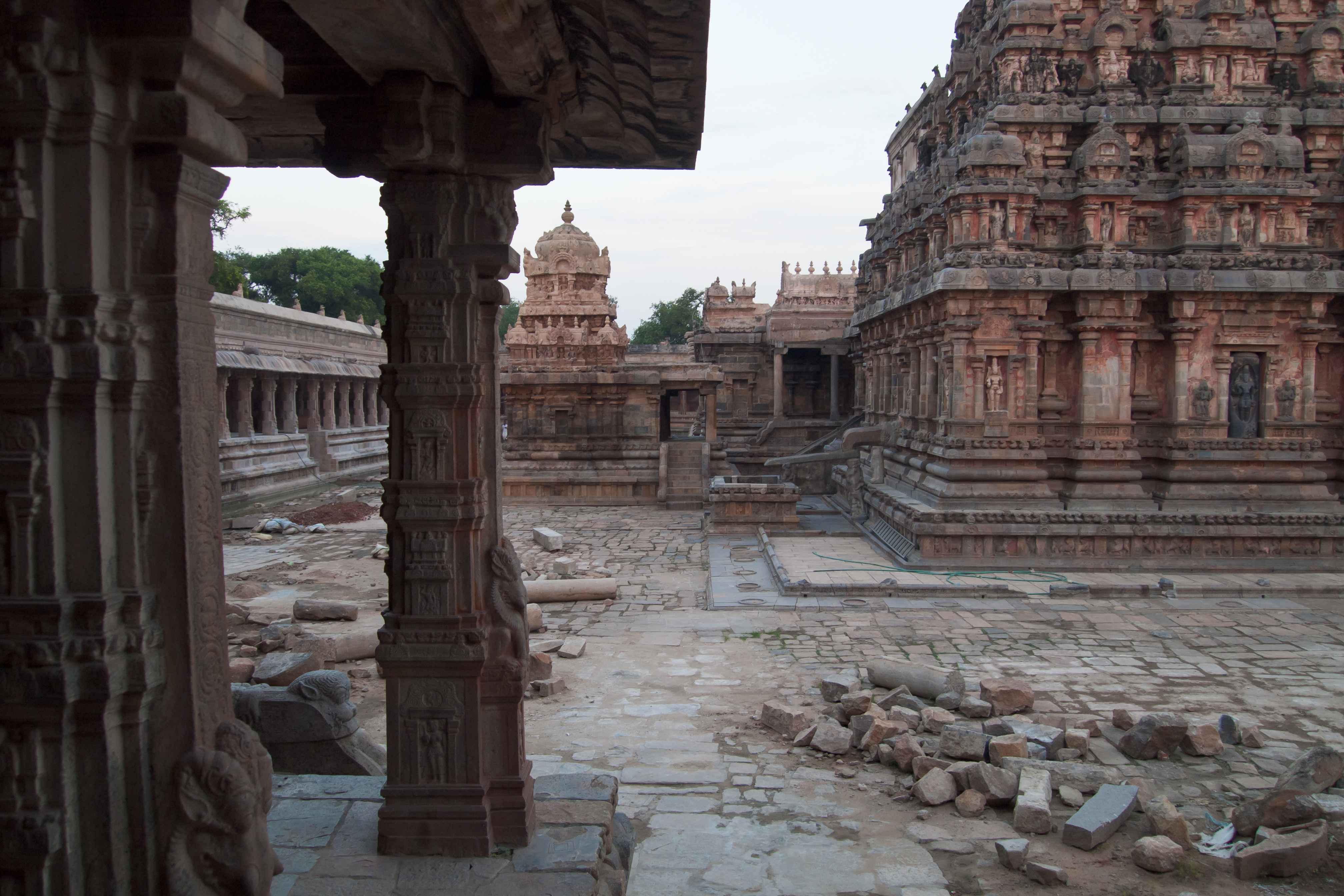
Airavateswarartemplet, Darasuram cirka 1200 e.Kr.

Tempelbyggandet fick ett stort uppsving av erövringarna och skickligheten hos Rajaraja Chola och hans son Rajendra Chola I. Den mognad och storslagenhet som Cholaarkitekturen hade utvecklat, uttrycktes väl i de två templen i Tanjavur och Gangaikondacholapuram. Det storslagna Shivatemplet i Thanjavur, som fullbordades omkring 1009 e.Kr., vittnar om de materiella framstegen vid Rajendras tid. Det är det största och högsta av alla indiska tempel från denna tid och befinner sig vid höjdpunkten av sydindisk arkitektur.
Templet i Gangaikondcholapuram, som skapats av Rajendra Chola, syftade till att överträffa sin föregångare på alla sätt. Det fullbordades omkring 1030 e.Kr., bara tjugo år efter templet vid Thanjavur och till stor del i samma stil. Det har ett mer utarbetat utseende, vilket vittnar om Cholarikets ökade välstånd under Rajendra. 

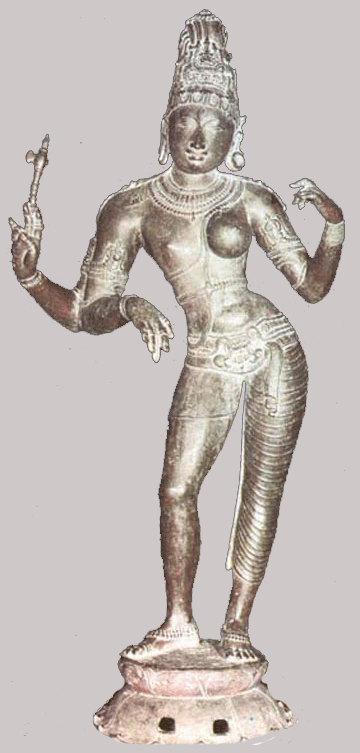
Cholabrons från 1000-talet e.Kr. Shiva i form av Ardhanarisvara

Cholaperioden är också anmärkningsvärd för sina skulpturer och bronsföremål. Bland de exemplar som finns i museer runt om i världen och i templen i södra Indien kan många fina figurer ses av Shiva i olika former, såsom Vishnu och hans gemål Lakshmi, och Shivahelgonen. Fastän de i allmänhet är anpassade till de ikonografiska konventioner som fastställts under lång tid och tradition, arbetade skulptörerna med stor frihet under 1000- och 1100-talet. Ett viktigt exempel är i formen av Nataraja, den gudomliga dansaren.

### Religion

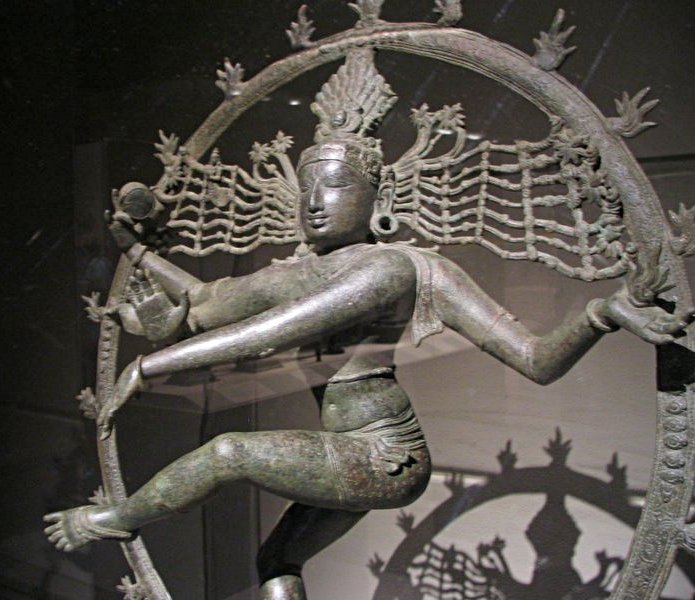
Staty av Nataraja vid Metropolitan Museum of Art, New York City

I allmänhet var Cholafolket anhängare av shivaism och hinduism. Till skillnad från kungarna i Pallava- och Pandyadynastierna blev de aldrig påverkade av buddhismens och jainismens framgångar. Till och med de tidiga Chola följde en version av den klassiska hinduiska tron. Det finns belägg i Purananuru för att Karikala Chola trodde på den då embryoniska vediska hinduismen i det tamilska området. Kocengannan, en annan tidig Chola, prisades som helgon i både Sangamlitteratur och i den shivaistiska kanon.
Senare Chola var också övertygade shivaiter, fastän det fanns en viss tolerans mot andra sekter och religioner. Parantaka I och Sundara Chola bidrog till och byggde tempel för både Shiva och Vishnu. Rajaraja Chola I gynnade till och med buddhister, och byggde ett vihara (tempel) i Nagapattinam på begäran av Srivijaya Sailendra-kungen. (Sailendrakungen hette Sri Chulamanivarman och viharan fick namnet 'Chudamani vihara' till hans ära.) 
Under Chalukya-Chola-perioden fanns exempel på intolerans mot vaishnaviter — särskilt mot Ramanuja, vaishnaviternas ledare. Denna intolerans ledde till förföljelse och Ramanuja gick i exil i Chalukyalandet. Han ledde en folklig revolt som ledde till mordet på Athirajendra Chola. Kulothunga Chola II sägs ha flyttat en staty av Vishnu från Shivatemplet i Chidambaram. Det finns mycket bevis, från inskrifterna, för att Kulothunga II var en religiös fanatiker som ville rubba vänskapen mellan de hinduiska trosriktningarna i Cholalandet. (Det finns en inskrift från 1160 e.Kr. om att de väktare av Shivatempel som umgicks med vaishnaviter skulle mista sin egendom.)